# Francisco López Gonzalvo
Francisco López Gonzalvo (Barcelona, 2 de septiembre de 1958) fue un ciclista español que fue profesional entre 1982 y 1988. Durante la disputa de la Volta a Cataluña de 1984, consiguió vestirse de líder durante una jornada.

## Palmarés

### Resultados en la Vuelta a España
- 1984. 79.ª de la classificació general
- 1985. 100.ª de la classificació general
- 1988. Abandona